# Цормудян Сурен Сейранович
Сурен Сейранович Цормудян (нар. 26 лютого 1978, Владивосток) — російський письменник-фантаст вірменського походження, автор фантастичних романів, які входять до серії «Всесвіт Метро 2033» і «Другого шансу не буде».

## Біографія
Народився 26 лютого 1978 р. в Владивостоці.
У 1990 р. переїхав жити до Калінінградської області, де й закінчив школу, був призваний до армії, служив у званні головного старшини військової команди протипожежного захисту та рятувальних робіт (ВКППОЗ і СР). Нині звільнений у запас і займається творчістю.
У 2007 р. опублікувався в малотиражному літературному збірнику «Отражение» (Санкт-Петербург, № 14, 15).
У 2009 році заочно закінчив Калінінградську філію Міжнародного слов'янського інституту.
У квітні 2019 року створив свій канал на відеохостингу YouTube під назвою SUREN, де випускає відео про події Другої світової війни на тихоокеанському театрі боїв, воєнних операцій США, масштабних техногенних катастроф, а також оглядає художні твори за цими подіями.

## Особисті данні
Хобі Сурена — фотографія та моделювання.

## Нагороди
- Бронзова премія «Найкраща книга Всесвіту Метро 2033» — за роман «Мандрівник».